# Ризк
Ризк (араб. رزق‎; мн. ч. арза́к) — в исламе — продовольственный паёк для лиц, внесённых в диван. Выплачивался с 638 года, когда халифом был Умар ибн аль-Хаттаб до конца VIII века.
В Коране ри́зком называются средства существования и пропитание, которые Аллах даёт человеку и другим живым существам.

## История
В Египте ризк составлял 1 ирдабб (25 кг) пшеницы, по 1 кисту (1,5 л) растительного масла и уксуса, а также некоторое количество мяса; в Сирии — 2 модия («джариба» = 18—19 кг) пшеницы, в Ираке — 1 джариб (ок. 23 кг) пшеницы. Членам семей воинов, внесенных в диван также назначался паёк (неизвестной величины).
В IX—X веках ризком называли преимущественно жалованье воинов. При Саманидах в Средней Азии и Хорасане ризком называли вообще все виды жалованья. В Египте XII—XV веках — жалованье натурой с определенного участка. В Османской империи с XVI века — участок земли, приносящий доход, в частности вакфные земли (в форме ризка, мн. ч. ризак).
В Коране ризком называются средства существования, которые Аллах даёт человеку. Отсюда один из его эпитетов, ар-Раззак («наделяющий», «дающий пропитание»).